# Pseudechinus hesperus
Pseudechinus hesperus is een zee-egel uit de familie Temnopleuridae.
De wetenschappelijke naam van de soort werd in 1938 gepubliceerd door Hubert Lyman Clark.